# Megaselia multispinulosa
Megaselia multispinulosa är en tvåvingeart som beskrevs av Ronald Henry Lambert Disney 2003. Megaselia multispinulosa ingår i släktet Megaselia och familjen puckelflugor. Inga underarter finns listade i Catalogue of Life.